# Ти — моє життя
«Ти — моє життя» (ісп. Sos Mi Vida) — аргентинський телесеріал з Наталією Орейро та Факундо Араною у головних ролях.

## Сюжет
Есперанса Муньйос на прізвисько «Крихітка» (Наталія Орейро) з дитинства мріяла стати боксером, але доля вирішила інакше. Дівчина вимушена була через травму залишити професійний спорт і піти шукати роботу, яку знаходить в офісі Мартіна Кесади (Хорхе Факундо Арана). Але як виявляється згодом, Есперанса знаходить також там і кохання…

## Актори
| Актор                    | Роль                                                                    |
| Головні герої            | Головні герої                                                           |
| ------------------------ | ----------------------------------------------------------------------- |
| Хорхе Факундо Арана      | Мартін Кесада, успішний підприємець, автогонщик                         |
| Наталія Орейро           | Есперанса «Крихітка» Муньйос, кохана та асистент Мартіна, боксер        |
| Карла Петерсон           | Констанса Інсуа, наречена Мартіна, дизайнер                             |
| Марсело Маццарелло       | Мігель Кесада, кузен Мартіна                                            |
| Грісельда Сичиліані      | Дебора «Дебі» Кесада, сестра Мігеля, кузина Мартіна, подружка Констанси |
| Карлос Беллосо           | Енріке «Кіке» Феретті/Почіта, наречений Крихітки, менеджер з боксу      |
| Далма Мілевос            | Марія Долорес де Ньєвес, мама Кіке                                      |
| Еліас Віньолес           | Хосе Фернандес, старший брат Лаури та Кокі                              |
| Тельма Фардін            | Лаура Фернандес, сестра Хосе та Кокі                                    |
| Орнелла Фаціо            | Ана «Кокі» Фернандес, молодша сестра Хосе та Лаури                      |
| Адела Глейхер            | Роса, економка в будинку Мартіна                                        |
| Камео                    |                                                                         |
| Інгрід Грудке            | модель                                                                  |
| Дієго Марадона           | футболіст                                                               |
| Хульєта Венегас          | співачка                                                                |
| Марсела «Тигриця» Акунья | жінка-боксер                                                            |
| Chayanne                 | співак                                                                  |
| Рікі Мартін              | поп-співак                                                              |

## Цікаві факти
- Наталія Орейро до початку зйомок цієї теленовели три місяці щодня тренувалась з боксером Марселою «Тигрицею» Акунья[1].
- Хорхе Факундо Арана всі трюки виконував у серіалі самостійно[2]
- Хорхе Факундо Арана отримав пілотну ліцензію, яка йому була потрібна для зйомок 78 серії телесеріалу[2]
- Наталія Орейро та Хорхе Факундо Арана також грали пару закоханих в серіалі «Дикий ангел».